# Distretto di Ungheni
Il distretto di Ungheni è uno dei 32 distretti della Moldavia, il capoluogo è la città di Ungheni.

## Società

### Evoluzione demografica
In base ai dati del censimento, la popolazione è così divisa dal punto di vista etnico:
| Etnia       | Abitanti | %     |
| ----------- | -------- | ----- |
| Moldavi     | 97.805   | 88,48 |
| Ucraini     | 7.743    | 7,00  |
| Russi       | 2.766    | 2,50  |
| Gagauzi     | 90       | 0,08  |
| Bulgari     | 93       | 0,08  |
| Rumeni      | 1.627    | 1,47  |
| Altre etnie | 421      | 0,38  |

## Geografia antropica

### Suddivisioni amministrative
Il distretto è composto da due città e 31 comuni.

#### Città
1. Ungheni
2. Cornești

#### Comuni
1. Agronomovca
2. Alexeevca
3. Boghenii Noi
4. Buciumeni
5. Bumbăta
6. Bușila
7. Cetireni
8. Chirileni
9. Cioropcani
10. Condrătești
11. Cornești
12. Cornova
13. Costuleni
14. Florițoaia Veche
15. Hîrcești
16. Măcărești
17. Măgurele
18. Mănoilești
19. Morenii Noi
20. Năpădeni
21. Negurenii Vechi
22. Petrești
23. Pîrlița
24. Rădenii Vechi
25. Sculeni
26. Sinești
27. Teșcureni
28. Todirești
29. Unțești
30. Valea Mare
31. Zagarancea